# Russe (pâtisserie)
Pour les articles homonymes, voir Russe (homonymie).
Le russe est une pâtisserie composée d'un biscuit à base d'amandes et de pâte de praliné.

## Histoire
Le gâteau est créé en 1925 par Adrien Artigarrède, un pâtissier béarnais installé à Oloron-Sainte-Marie. Il revisite une pâtisserie, le castel, inventée et populaire en Algérie. La recette originale reste depuis un secret de famille.
Son nom serait une référence à la région d'origine de son principal ingrédient, l'amande, importée de Crimée, et à son aspect rappelant les plaines enneigées de Russie du fait de sa couche de sucre glace.
Il est intégré au menu du palais de l'Élysée par François Mitterrand. En mai 2024, lors de la visite d'État du président chinois Xi Jinping en France, le gâteau est retiré du menu au dernier moment afin d’éviter tout malaise diplomatique dans le contexte de la guerre russe en Ukraine, la Chine étant un soutien de la Russie et la France de l'Ukraine,.